# Práudzinski
Práudzinski (bielorruso: Пра́ўдзінскі) o Právdinski (ruso: Пра́вдинский) es un asentamiento de tipo urbano de Bielorrusia, perteneciente al distrito de Pújavichy de la provincia de Minsk.
En 2023, el asentamiento tenía una población de 2120 habitantes.
Se ubica unos 20 km al oeste de la capital distrital Máryina Horka, sobre la carretera P69 que une Shatsk con Smaliavichy.

## Historia
Fue fundado por la RSS de Bielorrusia en la década de 1960 como asentamiento para los mineros que trabajaban en la extracción de turba, en un área que perteneció a los consejos rurales de Tsitvá y Siarhéyevichy. El yacimiento que dio origen al poblado minero fue hallado en 1961 y la turba comenzó a enviarse a las plantas de energía en 1968. Adoptó el estatus de asentamiento de tipo urbano en 1977.